# Nacional Futebol Clube (Belo Horizonte)

O Nacional Futebol Clube é um clube de futebol da cidade de Belo Horizonte, Minas Gerais, Brasil. Foi fundado em 1934.
No futebol masculino, disputa o Campeonato Mineiro Amador.
Tem destaque no cenário estadual do futebol feminino, e jogou a Copa do Brasil de Futebol Feminino de 2007, tendo sido eliminado pelo Benfica de Juiz de Fora. Seu modesto campo de terra batida se localiza entre as duas pistas da Via Expressa Leste-Oeste, no bairro Calafate.

## Títulos

### Masculino
- Campeonato Amador de Belo Horizonte (SFAC): 1 (1978)

### Feminino
- Copa Centenário Wadson Lima: 4 (2004-2005-2006, 2011)
- Campeonato Mineiro de Futebol Feminino: 1 (2007)